# 홍천향교
홍천향교(洪川鄕校)는 대한민국 강원특별자치도 홍천군 홍천읍에 있는 조선시대의 향교이다. 1985년 1월 17일 강원특별자치도의 문화재자료 제99호로 지정되었다.

## 개요
향교는 공자와 여러 성현들께 제사를 지내고, 지방민의 교육과 교화를 위해 나라에서 세운 교육기관이다.
홍천향교는 조선 중종 26년(1531)에 세웠다고 전하지만 근거가 있는 것은 아니며, 이후 몇 차례 자리가 바뀌었다가 인조 13년(1635)에 지금 있는 자리로 옮겼다고 한다.
현재 남아 있는 건물로는 대성전, 명륜당, 동재, 서재, 관리소 등 5개동의 건물과 문루인 석회루와 내삼문 등이다. 지금의 건물은 한국전쟁 중 파손된 것을 다시 짓거나 고쳐 옛 모습을 갖춘 것이다.
조선시대에는 나라에서 토지와 노비·책 등을 지원받아 학생을 가르쳤으나, 지금은 교육 기능은 없어지고 제사 기능만 남아 있다.

## 참고 자료
- 홍천향교 - 국가유산청 국가유산포털